# CCTV高尔夫·网球频道
中国中央电视台高尔夫·网球频道，是中国第一个高尔夫、网球专业数字付费频道，全天24小时播出，主打播放国际顶尖高尔夫和网球比赛。前身为“城市体育”和“风云奥运2”。
过去在直播比赛的时候，该频道不会像现在免费的体育频道一样把台标移动到右边，基本上会盖住比分牌；如今则使用信箱模式，规避了此种现象的发生。同时，该频道早期解说员团队也是独立的，并不像风云足球频道一样与体育频道共用解说员；不过现今也有共用解说声轨的情况。
该频道在2008年北京奥运期间，曾将频道名称改为“中央电视台奥运网球频道”，专门转播北京奥运的网球赛事。
2020年1月1日4:00，高尔夫·网球频道与央视其余12套付费频道的高清版本正式上星播出；标清版本至同年6月29日4:00停播。